# L'Âne
Pour les articles homonymes, voir L'Âne (homonymie).
 (janvier 2023).
L'Âne est un long poème de Victor Hugo, publié en 1880 mais en fait écrit en 1857-1858, et entretenant d'étroits rapports avec d'autres œuvres du poète.

## Contexte
Hugo en a esquissé le projet vers 1856, alors qu'il travaillait sur Dieu (Ils étaient deux songeurs, le philosophe et l'âne), dont il devait être une partie.

## Écriture
Comme souvent dans ses œuvres des années 1850, le poème, au fil de son écriture, a pris des proportions inattendues et une signification bien plus grande. D'abord bref apologue, puis fable, il a grandi jusqu'à devenir une épopée philosophique quasiment autonome. Après avoir abandonné Dieu, Hugo a ensuite pensé intégrer L'Âne à La Légende des Siècles. Pour la section du dix-neuvième siècle, il établit le plan suivant : L'Océan - La Révolution - Le Verso de la page - La Pitié suprême - Les Pauvres Gens - L'épopée de l'Âne. Finalement, accédant au souhait de l'éditeur Hetzel de renforcer le caractère épique et narratif de la Première Série, il en écarta ces principaux poèmes, dont L'Âne, mais conserva l'intention de les faire figurer dans une nouvelle série à venir. En 1863, y travaillant, il reprend l'ancien projet de la Première Série : Les objections de l'Âne - Les Sept Merveilles du Monde (qu'il vient d'écrire) - La Révolution - La Pitié suprême. Mais encore une fois, la force des choses et le contexte différent des années 1870 modifient ce dessein initial, et les grands poèmes seront exclus de la Nouvelle Série de 1877 et finalement de la Légende.

## Publication
L'Âne fut finalement publié à Paris en 1880, de manière isolée mais dans le même mouvement que Le Pape, La Pitié suprême, et Religions et religion, formant avec eux une sorte de testament philosophique de Hugo.

## Sujet
Le héros du poème, l'âne Patience, qui a traversé l'Histoire, croisé Esope et Apulée et porté le Christ sur son dos, rencontre un jour Kant et lui parle. La figure de l'âne, indomptable et moqueur, est caractéristique du grotesque hugolien et symbolise la sagesse humble mais énergiquement contestataire, tout comme le Satyre à laquelle elle céda sa place dans La Légende de 1859. Il incarne une voix du XIXe siècle, s'élevant contre certaines pensées de son temps — notamment l'excès de science et de philosophie, comme le positivisme — et contre la perte du mystère de l'existence et de Dieu.

## Composition
Le poème est composé d’un prologue et de trois grandes sections :
Prologue
— Mais tu brûles ! Prends garde, esprit !
I. Colère de la bête
1. Colère de la bête
2. Coup d’œil général
3. L’Âne Patience entre dans le détail
4. La nuit autour de l’homme
5. Conduite de l’homme vis-à-vis des enfants
6. Conduite de l’homme vis-à-vis des génies
7. Conduite de l’homme vis-à-vis de la création
8. Conduite de l’homme vis-à-vis de la société
9. Conduite de l’homme vis-à-vis de lui-même
10. Réaction de la création sur l’homme
11. Tristesse finale

II. Tristesse du philosophe
III. Sécurité du penseur